# Aslıhan Karalar
Aslıhan Karalar (* 27. April 1999 in Ankara) ist eine türkische Schauspielerin.

## Leben und Karriere
Aslıhan Karalar wurde am 27. April 1999 in Ankara geboren. Sie besuchte das Ankara Bilkent Uluslararası Laboratuvar Lisesi. Danach studierte sie am King’s College London. Ihr Debüt gab sie 2018 in der Fernsehserie Şahin Tepesi. Zwischen 2019 und 2020 war Karslar in Kuruluş Osman zu sehen. 2021 bekam sie für den Film 15/07 Şafak Vakti die Hauptrolle. Anschließend trat sie 2023 in der Serie Camdaki Kız auf.

## Filmografie
Filme
- 2021: 15/07 Şafak Vakti
- 2022: Adanıs: Kutsal Kavga
- 2023: Filme Gel

Serien
- 2018: Şahin Tepesi
- 2019–2020: Kuruluş Osman
- 2021: Doğu
- 2022: Camdaki Kız
- 2023: Alparslan Büyük Selçuklu